# Kurt Sprengel
Pour les articles homonymes, voir Sprengel.
Kurt Sprengel (ou Curt Polycarp Joachim Sprengel) est un botaniste et un médecin prussien, né le 3 août 1766 à Boldekow en Poméranie et mort le 15 mars 1833 à Halle.

## Biographie
Sprengel est le neveu du botaniste Christian Konrad Sprengel (1750-1816), célèbre pour ses travaux sur la fertilisation des végétaux par les insectes. Son père est pasteur ; il donne à son fils une riche formation, notamment en langues, Sprengel parlant ainsi très tôt le latin, le grec et l’arabe.
En (1780), alors âgé de 14 ans, il rédige Anleitung zur Botanik für Frauenzimmer (« Guide de botanique pour les dames »). En 1784, il commence à étudier la théologie et la médecine à l’université de Halle. Diplômé en médecine en 1787, il commence à y enseigner cette matière deux ans plus tard et est nommé, en 1795, professeur ordinaire. Cette même année il devient directeur du jardin botanique de Halle, auquel il assure une grande renommée (il y recevra Goethe en 1802).
Sprengel consacre alors son temps à la recherche en médecine et en botanique ; il écrit aussi sur l’histoire de la médecine. Outre d’importants travaux basés sur des observations au microscope des tissus végétaux, il améliore la classification de Carl von Linné.
De son mariage en 1791 avec Sophia Henriette Caroline Keferstein (1767–1839), fille d'un riche fabricant de papier, il a trois fils : Wilhelm (de) (1792–1828), Gustav (1794–1841) et Anton (de) (1803–1854). De plus, il a été le tuteur du pépiniériste August Dieskau (de) (1805–1889).

## Liste partielle des publications
Sprengel a écrit en allemand et en latin.
- Beitrage zur Geschichte des Pulses (1787)
- Galens Fieberlehre (1788)
- Apologie des Hippokrates und seiner Grundsätze  (1789)
- Versuch einer pragmatischen Geschichte der Arzneikunde (1792-1799)
  - En ligne : vol. 1, vol. 2, vol. 3, vol. 4, vol. 5
  - Essai d'une histoire pragmatique de la médecine — En ligne : vol. 1, vol. 2
- Handbuch der Pathologie (1795-1797)
- Antiquitatum botanicarum specimen (1798)
- Handbuch der Semiotik, 1801
  - Édition de 1815
- Geschichte der wichtigsten chirurgischen Operationen — En ligne : vol. 1, 1805
- Historia rei herbariae (1807-1808)
- Anleitung zur Kenntniss der Gewächse (1802-1804 et 1817-1818)
- Flora Halensis (1806-1815)
- Von dem Bau und der Natur der Gewächse (1812)
- Plantarum Umbelliferarum prodromus … (1813)
- Plantarum minus cognitarum pugillus (1813–1815)
- Geschichte der Botanik (2 vol., 1817-18)
- Species umbelliferarum minus cognitae (1818)
- Geschichte der Chirurgie (1819)
- Geschichte der Medicin (1820)
- Neue Entdeckung im ganzen Umfang der Pflanzenkunde (1820-1822)
- Institutiones pharmacologiae (6 vol., 1809-1819)
- Pedanii Dioscoridis Anazarbei De Materia Medica Libri quinque. Lipsiae, Car. Cnoblochii (Medicorum graecum opera quae extant. Editioneme curavit D. Carolus Gottlob Kühn. Vol. XXV). 1829. 850 p. texte grec et traduction latine. sur GoogleBooks.

### Ouvrages en ligne
- Gallica a (en février 2015) 38 titres numérisés de Sprengel.

## Honneurs
- Sprengel a été élu en 1810 membre étranger l'Académie royale des sciences de Suède.
- On a nommé en son honneur le genre Sprengelia de la famille des Ericaceae.